# Targaryendraconia
Targaryendraconia (лат.) — клада птеродактилоидных птерозавров, введённая в систематику в 2019 году командой палеонтологов под руководством Родриго Пегаса. Типовым родом является Targaryendraco.
Авторы описания определили группу как наиболее инклюзивную кладу, содержащую Targaryendraco wiedenrothi, но не Anhanguera blittersdorfi. Синапоморфиями клады служат следующие признаки:
- боковые края переднего края нижнечелюстного симфиза субпараллельны;
- передний конец нижнечелюстного симфиза латерально сжат (приблизительно в 3 раза больше длины зубных альвеол, включая сами альвеолы);
- срединная нижнечелюстная канавка глубокая и узкая (равна примерно половине ширины зубных альвеол);
- самая большая ширина переднего края челюстей (как верхних, так и нижних) у третьей пары альвеол;
- протяжённость зубов составляет более 70 % общей длины челюсти.

По состоянию на ноябрь 2019 года, в кладу включают следующие таксоны птерозавров: клада Targaryendraconidae (Aussiedraco, Barbosania, Targaryendraco), роды Aetodactylus, Camposipterus и Cimoliopterus.